# ヒナノシャクジョウ
ヒナノシャクジョウ Burmannia championii は、ヒナノシャクジョウ科ヒナノシャクジョウ属の植物。ごく小さな腐生植物で、森林の林床に生育し、ごく小さな花を着ける。

## 特徴
ごく小型の多年生草本。全体に白っぽい。
茎は直立し、節ごとに小さな鱗片状の葉が着く。葉は3-4枚で白く、披針形から卵形で長さ1.5-4mm。茎の高さは3-8cm、時に15cmとも。地下茎は短くて、膨らんでやや球形。多数のひげ根を持つ。
花は8-10月頃に咲く。茎の先端に2-10個がやや頭状に集まって咲く。花には柄がなく、乳白色で長さ6-10mm、花被片は基部で融合して筒状ないし壺型、先端が直立ないしやや開く。筒状部は外面に三稜がある。筒の先端には三つの萼片（外花被片）と三つの花弁（内花被片）があるが、萼片が遙かに大きいので、上から見ると三角っぽく見える。萼片は三角で鋭頭、長さ1.5mm、黄褐色。花弁は萼片と対生して、先端が丸いさじ状で小さい。雄蘂は萼片と互生し、花弁の根元やや下から出る。花糸はほとんどない。めしべは筒状部の底から突き出て、三裂する。
和名は「雛の錫杖」で、形が錫杖に似てごく小さいことに依る。

## 分布及び生育環境
日本では本州の関東以西から以南と四国・九州、それに屋久島と沖縄本島に見られる。国外では中国南部からマレーシア、ボルネオ島、インド、セイロンまで分布する。
森林の林床で落葉の間から顔を出すように出現する。

## 利害
まったくない。